# Gerro, sucrera i pomes
Gerro, sucrera i pomes (Vase paillé, sucrier et pommes) és un oli sobre tela de 36 × 46 cm pintat per Paul Cézanne vers els anys 1890-1894 i dipositat al Museu de l'Orangerie de París.

## Context històric i artístic
El pintor Maurice Denis, un contemporani de Cézanne i un dels seus primers admiradors, va fer el següent comentari sobre les natures mortes de Cézanne:
| « | "Les fruites de Cézanne i les seues figures inacabades són el millor exemple d'aquest mètode de treball, el qual pot derivar de Jean Siméon Chardin (un pintor francès del segle xviii conegut per les seues natures mortes): unes poques pinzellades, aplicades en forma de colors suaument barrejats i col·locats un al costat de l'altre, indiquen les formes arrodonides; el contorn apareix només al final, com un accent furiós, un cop que denota l'essència, que emfatitza i destaca els matisos graduals del color..." | » |

Tradicionalment, hom ha atribuït a aquesta obra la data proposada per Venturi, entre el 1890 i el 1894.

## Descripció
Construïda bàsicament mitjançant línies corbes i diagonals, aquesta natura morta és una de les composicions on Cézanne rebutja més clarament les regles de la perspectiva. El punt de vista està desplaçat amb relació a l'eix de la taula, fent que quedin tallades dues cantonades oposades del tauler. A més, aquest està inclinat cap endavant, de tal forma que el plat de pomes es troba en equilibri inestable, mentre que el gerro i la sucrera es mantenen en una impossible posició vertical. Cézanne, fins i tot, introdueix elements que són difícils d'identificar, com ara la línia vertical a la dreta del gerro i la línia obliqua de la dreta (el mànec d'un ganivet?).